# Nijika, actrice de rêve
Nijika, actrice de rêve (にじいろ☆プリズムガール, Nijiiro Prism Girl) est un shōjo manga écrit et dessiné par An Nakahara, prépublié entre septembre 2010 et décembre 2013 dans le magazine Ciao puis compilé en sept volumes reliés par Shogakukan. La version française est publiée par Glénat.
Quatre original video animation sont sortis en 2013.

## Synopsis
Nijika Kohinata est une belle et grande jeune fille de 12 ans qui vit avec son père qui travaille dans une compagnie en rapport avec le monde du spectacle. Mais pour diverses raisons, dans sa vie de tous les jours,elle ne fait pas partie de ce monde. Mais un jour elle se voit confier une importante mission, et c'est ainsi que Nijika va faire ses débuts en tant qu'actrice. Pour accomplir ce que sa mère n'a pas pu, Nijika est prête à tout...